# Radka Denemarková
Radka Denemarková (Kutná Hora, 14 marzo 1968) è una scrittrice e traduttrice ceca.
È una delle più note scrittrici ceche contemporanee, autrice anche di opere saggistiche e teatrali.

## Opere
In italiano:
- I soldi di Hitler (traduzione italiana di A. Zavettieri), Rovereto (TN), Keller editore, 2012.
- Contributo alla storia della gioia (traduzione di A. Zavettieri), Roma Sovera ed., 2018.
- Ore di piombo (traduzione Laura Angeloni), Torino, Miraggi, 2024.